# Терешки (Черкасская область)
Тере́шки (укр. Терешки) — село в Шполянском районе Черкасской области Украины.
Население по переписи 2001 года составляло 897 человек. Почтовый индекс — 20613. Телефонный код — 4741.

## История
В XIX веке село Терешки было в составе Шполянской волости Звенигородского уезда Киевской губернии. В селе была Покровская церковь.

## Местный совет
20613, Черкасская обл., Шполянский р-н, с. Терешки, ул. Комсомольская